# Ro-61
Ro-61 — підводний човен Імперського флоту Японії, який брав участь у Другій світовій війні.
Корабель, який спорудили у 1924 році на корабельні компанії Mitsubishi в Кобе, належав до підтипу L4 (він же тип Ro-60) типу L.
Станом на момент вступу Японії у Другу світову війну Ro-61 належав до 26-ї дивізії підводних човнів Четвертого флоту, який відповідав за операції в Океанії. Як наслідок, корабель перебував на атолі Кваджелейн на Маршаллових островах (до середини 1942-го японські підводні сили активно використовували цю передову базу).
11 грудня 1941-го японський загін, що мав оволодіти островом Вейк (вісім сотень кілометрів на північ від Маршаллових островів), несподівано зазнав поразки. У межах підготовки до другої спроби японці додатково залучили великі сили, зокрема 12 грудня з Кваджелейну до Вейку вийшов Ro-61 (туди ж попрямували й два інші човни 26-ї дивізії). 23 грудня японське угруповання оволоділо Вейком з другої спроби, а 27 грудня Ro-61 повернувся на Кваджелейн.
1 лютого 1942-го літаки з американського авіаносця «Ентерпрайз» здійснили атаку на атоли Вотьє та Кваджалейн, при цьому на останньому був потоплений транспорт та пошкоджені кілька кораблів. Після цього Ro-61 та ще 8 підводних човнів дістали наказ вийти на перехоплення ворожого авіаносця, що, втім, не привело до бажаного результату.
9 березня 1942-го Ro-61 прибув на атол Трук у центральній частині Каролінських островів, де ще до війни облаштували головну базу японського ВМФ у Океанії, а 19—30 березня пройшов звідси до Сасебо (обернене до Східнокитайського моря узбережжя Кюсю). В Японії підводний човен провів два місяці, після чого 31 травня — 10 червня повернувся на Трук. Втім, уже 27 червня Ro-61 вирушив назад до метрополії. 5 липня він прибув до Йокосуки, а за кілька діб після цього 26-ту дивізію перевели до П'ятого флоту, відповідального за операції у північній зоні (Хоккайдо, Курильські та Алеутські острови).
24—30 липня 1942-го Ro-61 пройшов з Йокосуки до Парамуширу (Курильські острови), звідки рушив на схід і 5 серпня прибув до Киски — одного з двох островів на заході Алеутського архіпелагу, захоплених японцями на початку червня в межах мідвейсько-алеутської операції. 7 серпня Киску обстріляли американські кораблі, що змусило Ro-61 екстрено зануритись. Далі човен попрямував у море для перехоплення ворожого загону, проте не зміг досягнути успіху та 10 серпня повернувся в гавань. Протягом другої декади серпня Ro-61 двічі виходив для патрулювання поблизу Киски.
28 серпня 1942-го розвідувальний літак виявив на острові Атка в затоці Назан-Бей (п'ять з половиною сотень кілометрів на схід від Киски) гідроавіаносець «Каско» та помилково ідентифікував його як легкий крейсер. Ro-61 і два інші підводні човни вийшли до Атки та прибули туди наступної доби, при цьому вирішили, що спробує проникнути в гавань саме Ro-61. Увечері 30 серпня корабель у підводному положенні дуже повільно пройшов углиб Назан-Бей та з дистанції менш як кілометр випустив по «Каско» (який тепер прийняли за важкий крейсер) три торпеди. Одна з них влучила в ціль і важко пошкодила гідроавіаносець, який, щоб не затонути, мусив викинутись на берег (надалі буде відремонтований і повернеться до служби в березні 1943-го).
31 серпня 1942-го літаючий човен «Каталіна» попри туман зміг помітити підводний човен у надводному положенні, після чого обстріляв його та скинув дві глибинні бомби. Інший патрульний літак також скинув бомби на ціль, яка занурилась, залишаючи за собою нафтовий слід. На виклик авіації до району перебування ворожої субмарини прибув есмінець «Райд», який скинув по району нафтових плям дві серії глибинних бомб, що призвело до нових пошкоджень на Ro-61. Розпочалася пожежа, у приміщення надходив хлор, проблеми з рулями глибини змушували переміщувати мішки з продовольством та снаряди. У підсумку командир Ro-61 наказав сплисти та вступив у бій з есмінцем. Японці намагались вести вогонь з палубної гармати та навіть рушниць, при цьому більшість членів екіпажу, що вийшли на палубу субмарини, були викошені вогнем зенітних автоматів американського корабля. У підсумку «Райд» потопив Ro-61 вогнем із гармат головного калібру. Загинуло 60 японських моряків, ще 5 підібрав есмінець.